# Семюъл Елиът Морисън
Семюъл Елиът Морисън (на английски: Samuel Eliot Morison) е американски историк.
Роден е на 9 юли 1887 година в Бостън, майка му е от видния местен род Елиът. През 1908 година завършва Харвардския университет, където през 1912 година защитава докторат по история. Преподава в Калифорнийския университет – Бъркли (1912 – 1915), а след това в Харвардския университет. Участва в Първата световна война, преподава американска история в Оксфордския университет през 1922 – 1925 година, след което се връща в Харвард. Работи главно в областта на морската история, пише биографии на известни мореплаватели. През 1942 година му е възложено написването на история на американския военноморски флот по време на Втората световна война, като за тази цел е назначен във флота, откъдето се уволнява като контраадмирал от резерва. Историята му излиза в 15 тома, издадени между 1947 и 1962 година.
Семюъл Елиът Морисън умира от инсулт на 15 май 1976 година в Бостън.